# 陆凯 (东吴)
陸凱（198年—269年），字敬風，吳郡吳縣（今江蘇省蘇州市）人，陸遜族子。三國时孫吳後期重臣，官至左丞相。

## 生平

### 孫權時期
黃武初年（222年－224年）曾先後擔任永寧長、諸暨長，在兩地都有政绩。後出任建武都尉，開始領兵。但即使身居武職，陸凱依然保持著讀書的習慣。领兵，但身任武职的他仍手不释卷，经常阅读，尤其喜爱揚雄所撰的《太玄經》一書，曾為此書作注。
赤烏五年（242年，魏正始三年，蜀延熙五年），孫權封陸凱為儋耳太守，令他與与將軍聶友率軍三萬進攻朱崖（今雷州半島一帶）、儋耳（今海南島）兩地，戰後於朱崖設郡（郡治今廣東省徐聞縣），陸凱因功升為建武校尉。
赤烏十三年（250年，魏嘉平二年，蜀延熙十三年）十二月，魏將王昶、州泰、王基攻侵犯江陵（今湖北市荊州市），吳國守將朱績被擊敗，孫權派遣陸凱和將軍戴烈前往增援，但無功而返。

### 孫亮、孫休時期
五凤二年（255年，魏正元二年，蜀延熙十八年），陆凯率军赴零陵（郡治今湖南省永州市）讨伐山贼陈毖，成功将陈毖斩杀，因功封巴丘督、偏将军，封都乡侯，同年又轉為武昌右部督。
同年春正月，魏淮南守將毌丘儉、文欽率軍西進，討伐魏國權臣司馬師，與司馬師大軍在樂嘉（今河南省商水縣東）交戰。閏正月，吳國丞相孫峻、驃騎將軍呂據、左將軍留贊等趁机率軍襲擊壽春（今安徽省壽縣），陸凱也受命率軍前往。結果吳軍剛走到東興（今安徽省含山縣西南），就聽說毌丘儉、文欽已經失敗，後來文欽率淮南殘軍數萬人投奔吳國，吳軍與魏軍交戰，互有勝負。戰後，陆凯又升為荡魏将军、绥远将军。
永安元年（258年，魏甘露三年，蜀景耀元年）十月，孙休继位，陆凯升為征北将军，假节，遥领豫州牧。

### 孫皓時期
元兴元年（264年，魏咸熙元年）七月，孙皓继位，大行奉賞，陆凯被拜為镇西大将军，都督巴丘（今湖南省岳陽市），领荆州牧，进封嘉兴侯。甘露元年（265年，晉泰始元年），孫皓遷都武昌。這一年，晉國取代了曹魏。
寶鼎元年（266年，晉泰始二年），先前派往晉國的使臣丁忠回到武昌，告訴孫皓晉國疏於防備，勸他趁機襲取弋阳郡（郡治今河南省潢川縣西）。孫皓向群臣徵求意見，陸凱表示了堅決的反對，孫皓表面上聽從了陸凱的意見並未出兵，但最後還是與晉國絕交了。八月，孫皓分置左、右丞相，陸凱出任為左丞相，右丞相則是孫皓的親信萬彧。次年春，孫皓改派右丞相萬彧代替陸凱鎮守巴丘。
陸凱擔任丞相期間，多次上疏直諫，言詞激烈之時，甚至將孫皓與古代亡國的暴君桀、紂相提並論。陸凱反對孫皓的窮兵黷武、苛政酷刑、奢侈享樂，建議他任用賢能，與民休養。同時他自身通曉卜筮，曾利用民謠、天象勸說迷信的孫皓還都建業。據說陸凱曾試圖與右大司馬丁奉、御史大夫丁固合謀廢掉孫皓，後因左將軍留平反對而放棄。
建衡元年（269年，晉泰始五年），陸凱身患重病，孫皓派中書令董朝詢問他還有什麼要說的，陸凱表示何定和奚熙這些人都不值得依賴，勸孫皓重用姚信、樓玄、賀邵、張悌、郭逴、薛瑩、滕脩、陸喜、陸抗。同年十一月，陸凱病逝，享年七十二歲。
孫皓對陸凱屢次拂逆他的旨意早就有所不滿，何定也多次讒言中傷陸凱。但礙於陸凱的身份和他家族勢力的龐大，孫皓對他始終有所忌憚。等到陸凱死後，孫皓便將陸凱在外領兵的兒子陸祎召回；在陸家另一位重臣陸抗於鳳凰三年（274年，晉泰始十年）去世後，孫皓於天册元年（275年，晉咸寧元年）下令將陆凯全家流放到建安（今福建省福州市）。
|        | 臣受國恩，奉朝三世，複以餘年，值遇陛下，不能循俗，與眾沈浮。 若比干、伍員，以忠見戮，以正見疑，自謂畢足，無所餘恨， 灰身泉壤，無負先帝，願陛下九思，社稷存焉。 |
| ——陸凱 | |

## 評價
- 陳壽評曰：“潘濬公清割斷，陸凱忠壯質直，皆節概梗梗，有大丈夫格業。”（《三国志·吴书·潘濬陸凱传第十六》）
- 陸機：“大司馬陸公以文武熙朝，左丞相陸凱以謇諤盡規，而施績、范慎以威重顯，丁奉、鍾離斐以武毅稱，孟宗、丁固之徒為公卿，樓玄、賀邵之屬掌機事，元首雖病，股肱猶良。”（《三國志·吳書·三嗣主傳第三》裴松之注引《辨亡論》）

## 家庭

### 兄弟
- 陸胤，交州刺史、都亭侯

### 儿子
- 陆祎，太子中庶子，後被流放

### 孙子
- 陆仰，吏部郎[22]

### 曾孙
- 陆伊，扬州主簿[22]

### 玄孙
- 陆退，字黎明，东晋光禄大夫[22]

## 外部連結
- 《三國志·吳書·陸凱傳 （页面存档备份，存于）》

## 延伸阅读
[在维基数据编辑]
 在维基文库阅读此作者作品
 《三國志·卷61》，出自陳壽《三國志》
| 官衔              | 官衔                   | 官衔            |
| ----------------- | ---------------------- | --------------- |
| 前任： 諸葛恪     | 孫吳太傅 250年—253年   | 繼任： 太傅張布 |
| 前任： 丞相濮陽興 | 孫吳左丞相 266年—269年 | 繼任： 丞相張悌 |